# Leczenie neoadiuwantowe
Leczenie neoadiuwantowe, terapia neoadiuwantowa – ogólnoustrojowe leczenie nowotworów poprzedzające zasadnicze leczenie, zwykle chirurgiczne. 
Najczęściej leczenie neodiuwantowe polega na przedoperacyjnej chemioterapii, hormonoterapii lub rzadziej radioterapii. Głównym celem tego postępowania jest eliminacja mikroprzerzutów, które znacząco pogarszają rokowanie. Dodatkowo natychmiastowe poddanie guza pierwotnego – oraz ewentualnych przerzutów – skutecznemu leczeniu redukuje opóźnienie rozpoczęcia leczenia ogólnoustrojowego w związku z koniecznością wykonania procedury chirurgicznej i odczekania okresu rekonwalescencji po zabiegu. Terapia neoadiuwantowa, poprzez redukcję wielkości guza i naciekania przez niego krytycznych struktur, może zmniejszyć kwalifikację zaawansowania choroby w klasyfikacji TNM (tzw. restaging), uczynić zabieg chirurgiczny technicznie wykonalnym lub pozwolić na jego przeprowadzenie w mniej rozległy sposób, umożliwiając w ten sposób zachowanie funkcji dotkniętego narządu (na przykład głosu przy raku krtani, zwierania mięśni odbytu przy raku jelita grubego).